# Galea monasteriensis
Galea monasteriensis é uma espécie de roedor da família Caviidae.
É endêmica da Bolívia, encontrada somente na Cordilheira Oriental, departamento de Cochabamba.